# Blocul Partidelor Democrate
Blocul Partidelor Democrate (BPD) a fost o alianță electorală a forțelor politice pro-comuniste la alegerile generale din anul 1946 din România.
În componența Blocului Partidelor Democrate au intrat:
- Partidul Comunist Român (PCR)
- Partidul Social Democrat Român (istoric) (PSDR)
- Frontul Plugarilor (FP)
- Partidul Național Liberal-Tătărăscu (PNL-T)
- Uniunea Patrioților (UP)
- Partidul Național Țărănesc - Anton Alexandrescu (PNȚ-AA)
- Comitetul Democrat Evreiesc (CDE)

În urma unei campanii electorale în care s-au înregistrat multe violențe, încălcări ale normelor democratice și fraude, Blocul Partidelor Democrate (BPD) a fost declarat câștigător al alegerilor cu 68,70% din voturi.